# Нереалити
«Нереа́лити» — российский комедийно-драматический сериал о возвращении в родной провинциальной город участницы популярного реалити-шоу. Производством проекта занимается компания Look Film. Главную роль исполняет Ольга Дибцева.
Цифровая премьера двух первых серий состоялась 19 апреля 2022 года в онлайн-кинотеатрах Kion и Premier. Новые серии размещались по вторникам и четвергам. Телевизионная премьера сериала состоялась на канале ТНТ 8 августа 2022 года.
Премьера второго сезона планировалась на платформе Kion 1 июня 2025 года, но состоялась 30 мая 2025 года. Новые серии выходили каждую пятницу.

## Сюжет
Участницу популярного Reality Show Риту Валееву со скандалом выгоняют с проекта. Она посвятила ему 10 лет своей жизни, стала известной на всю страну, а сейчас ей необходимо как можно скорее отыскать 300.000 рублей, чтобы триумфально вернуться на ТВ. Валеева приезжает в свой родной провинциальный город Костров, чтобы попросить денег у своего бывшего мужа Тимура, которому все эти годы высылала средства на воспитание их общей дочери Гали. Выясняется, что денег давно нет, а жители города, отец и дочь настроены к Валеевой крайне недружелюбно. Рите приходится задержаться в Кострове и попытаться разрешить накопившиеся за годы её отсутствия проблемы.

## Актёры и роли

### В главных ролях
| Актёр           | Роль                                                                                              |
| --------------- | ------------------------------------------------------------------------------------------------- |
| Ольга Дибцева   | Рита (Маргарита Валерьевна) Валеева                                                               |
| Мира Малахова   | Галя Валеева дочь Риты и Тимура                                                                   |
| Виталий Даушев  | Тимур Валеев бывший муж Риты, патрульный лейтенант полиции                                        |
| Анна Рыцарева   | Алла невеста Тимура, юрист                                                                        |
| Николай Фоменко | Валерий Аркадьевич Кошкин отец Риты                                                               |
| Инга Оболдина   | Татьяна Александровна Кошкина мать Риты, продавщица ритуальных товаров на рынке                   |
| Лика Нифонтова  | Ирина Викторовна Валеева мать Тимура, заместитель директора школы по учебно-воспитательной работе |
| Игорь Хрипунов  | Олег Павлович Воронин ухажёр Риты, криминальный авторитет                                         |

### В ролях
| Актёр                              | Роль |
| ---------------------------------- | --- |
| Павел Юдин                         | Слава парень Риты, участник Reality Show                                                                                  |
| Григорий Дудник                    | Серёжа Чернышов друг Гали, одноклассник Оксаны                                                                            |
| Александр Аверин                   | Рыжий (Игорь Радченко) помощник Олега Павловича                                                                           |
| Леонид Тележинский                 | Серый помощник Олега Павловича                                                                                            |
| Наталья Бардо                      | ведущая Reality Show |
| Анисия Константинова               | Оксана Рожкова одноклассница Гали и Серёжи                                                                                |
| Екатерина Борисова                 | Кристина подруга Оксаны и Милены, одноклассница Гали и Серёжи                                                             |
| Дарья Русинова (1 сезон)           | Милена подруга Оксаны и Кристины, одноклассница Гали и Серёжи                                                             |
| Мария Сон (2 сезон)                | Милена подруга Оксаны и Кристины, одноклассница Гали и Серёжи                                                             |
| Наталия Потапова (1—2 сезоны)      | тётя Лена (Елена Михайловна Чернышова) соседка родителей Риты, бабушка Серёжи                                             |
| Елена-Ярослава Мазо                | Анжелика Юрьевна Рожкова мать Оксаны                                                                                      |
| Максим Жегалин                     | Павел Костёр блогер |
| Никита Кологривый (1 сезон)        | Лёха напарник Тимура |
| Сафия Яруллина (1 сезон)           | Лера участница Reality Show                                                                                               |
| Светлана Богданова (1 сезон)       | Карина участница Reality Show                                                                                             |
| Яна Есипович (1 сезон)             | Полина секретарша, коллега Аллы                                                                                           |
| Сергей Рост                        | Андрей Сергеевич шеф Аллы и Полины                                                                                        |
| Екатерина Юдина                    | Вера Васильевна влюблена в Олега Павловича, чиновница, заместитель главы администрации города Кострова по благоустройству |
| Никита Алефёров                    | Макс старшеклассник, сын Веры Васильевны, возлюбленный Оксаны                                                             |
| Надежда Подъяпольская (1—2 сезоны) | Екатерина Борисовна учительница математики и классный руководитель Гали, Серёжи, Оксаны, Милены и Кристины                |
| Александр Миронов                  | Яков Петрович начальник Тимура, полковник                                                                                 |
| Алексей Ведерников (1 сезон)       | Геннадий бывший жених Аллы, владелец сети ломбардов                                                                       |
| Дмитрий Петрушков (1 сезон)        | Ефим Никитич ухажёр Татьяны, сторож театра                                                                                |
| Гарик Петросян (2 сезон)           | Гамлет начальник Риты, владелец заправки                                                                                  |

## Список серий
| Сезон | Сезон | Серии           | Период трансляции       |
| ----- | ----- | --------------- | ----------------------- |
|       | 1     | 1—10 (10 серий) | 19 апреля — 17 мая 2022 |
|       | 2     | 11—18 (8 серий) | 30 мая — 4 июля 2025    |

### Первый сезон
| № серии | Описание | Дата премьерного показа |
| ------- | --- | ----------------------- |
| 1       | Рита возвращается в родной город, где не была уже 10 лет. Мать гонит ее обратно на реалити-шоу, в котором Рита принимала участие все эти годы. Отец с ней не общается. Девушка и сама бы рада вернуться, но сначала пытается занять у бывшего мужа-полицейского денег. | 19 апреля 2022          |
| 2       | Слава помогает Рите придумать способ вернуться на реалити-шоу, без которого она уже не представляет своей жизни. Но для этого Рите нужно срочно найти украденные деньги, и она отправляется искать вора в школу дочери Гали. Из-за вмешательства матери,Галя тоже попадает в серьезные неприятности. У Риты угоняют машину. Она обманывает похитителей при возврате машины и в процессе погони падает с моста в реку. | 19 апреля 2022          |
| 3       | Тимур помогает Рите выбраться из реки и отправляет ее в больницу, где ее навещают родители и Галя. После выписки Рита отправляется на рынок, чтобы разобраться с директором, которому Тимур задолжал денег. Директор ставит ей ультиматум и предлагает переспать с ним. | 21 апреля 2022          |
| 4       | Риту отправляют под домашний арест. Слава сообщает, что продюсеры согласны подождать ее, но максимум один день. Пока Рита пытается снять подписку о невыезде, Тимур опять влезает в долги, а Галя подставляет мать. | 26 апреля 2022          |
| 5       | Риту начинает преследовать блогер, разрушивший ее жизнь. Она пытается убедить Славу, что не изменяла ему, и предлагает пройти проверку на полиграфе. Мать Риты запускает петицию с требованием вернуть Риту на шоу, чем привлекает внимание продюсеров. | 28 апреля 2022          |
| 6       | Рита придумывает план, чтобы восстановить свою репутацию, но все заканчивается семейным скандалом. Приревновав Тимура к Рите, Алла решается на отчаянный шаг, чем ставит жизнь Риты и свои отношения с Тимуром под угрозу. | 3 мая 2022              |
| 7       | Галя пытается свести родителей, пока Рита убеждает Аллу вернуться к Тимуру. Ритина мама после выпуска реалити ссориться с мужем, становится у себя на рынке настоящей звездой и обзаводится поклонником. Директор вмешивается в Ритины разборки с блогером и предлагает свою помощь, но та не одобряет его методы и предлагает записать сенсационное интервью для шоу.                                                | 5 мая 2022              |
| 8       | Тимур пытается уехать из города, но Рита уговаривает Директора помешать ему, а взамен обещает стать его любовницей. Галя пытается помешать свадьбе состояться. Алла и Тимур мирятся и женятся, пока Рита строит планы по возвращению в Москву, чем сильно расстраивает Галю. | 10 мая 2022             |
| 9       | Галя уезжает в неизвестном направлении, и Рита отправляется на ее поиски. Тимур сталкивается с сослуживцами, которые подозревает его в работе на Директора. Галя напивается на вписке и уходит домой с одним из старшеклассников. | 12 мая 2022             |
| 10      | Рита решает забрать Галю с собой в Москву, но Тимур против. Не желая отступать, Рита дает откровенное интервью блогеру и обвиняет Тимура в изнасиловании, чем настраивает дочь против себя. Рита узнает, что ее официально приглашают вернуться на шоу. Теперь ей предстоит непростой выбор между карьерой и своей семьей.                                                                                            | 17 мая 2022             |

### Второй сезон
| № серии | Описание | Дата премьерного показа |
| ------- | -------- | ----------------------- |
| 1 (11)  | TBA      | 30 мая 2025             |
| 2 (12)  | TBA      | 30 мая 2025             |
| 3 (13)  | TBA      | 6 июня 2025             |
| 4 (14)  | TBA      | 12 июня 2025            |
| 5 (15)  | TBA      | 13 июня 2025            |
| 6 (16)  | TBA      | 20 июня 2025            |
| 7 (17)  | TBA      | 27 июня 2025            |
| 8 (18)  | TBA      | 4 июля 2025             |

## Производство
Съёмки первого сезона сериала проходили в Москве и Тверской области.
15 мая 2022 года исполнительница главной роли Ольга Дибцева, в рамках промо-кампании первого сезона, пришла на реалити-шоу «Дом-2», где поначалу представилась именем своей героини в сериале. Участники проекта не узнали актрису, и ей пришлось признаться в целях своего визита. На шоу она познакомилась с бытом проекта и поучаствовала в специальном показе первой серии.
Съёмки второго сезона прошли с 19 июля по 30 сентября 2024 года.
Для съёмок во втором сезоне актрисе Ольге Дибцевой пришлось за 4 месяца похудеть на 17 килограммов.

## Реакция
Сериал получил неоднозначные оценки российских критиков. Многие из них отмечали неоригинальность сценария и шаблонные представления о провинциальной России, но хвалили актёрскую игру Ольги Дибцевой.